# Rey Gaspar

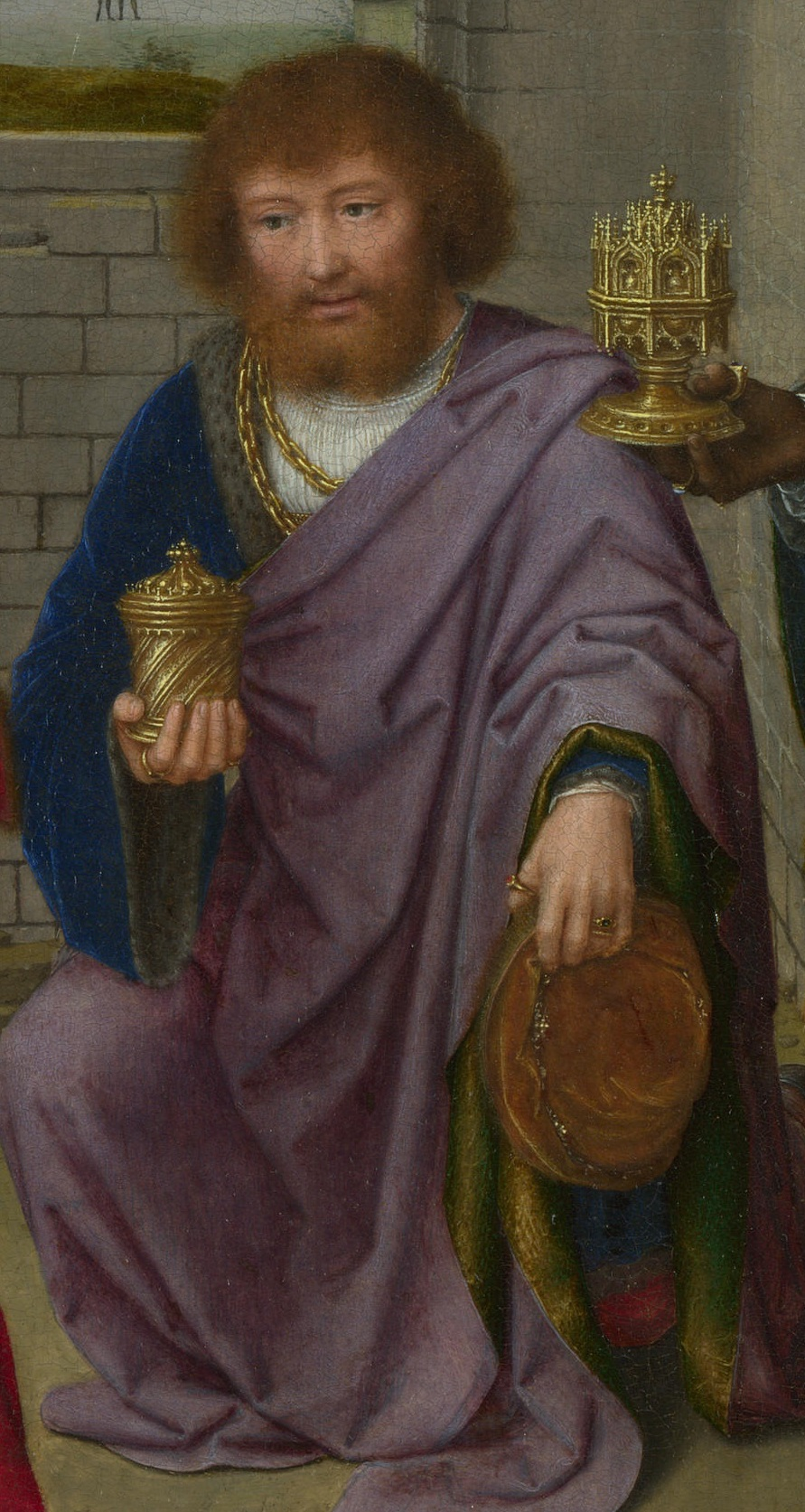
Detalle de Gaspar en La adoración de los magos, de Gerard David.

Gaspar es uno de los nombres tradicionales dados a los anónimos Reyes Magos que menciona el Evangelio de San Mateo. Tradicionalmente, la Iglesia católica conmemora su festividad el 6 de enero.

## Tradición
Estos magos fueron, según la tradición, a adorar al Mesías que acababa de nacer en Belén de Judea, el que posteriormente se llamaría Jesús de Nazaret. La Biblia no especifica ni sus nombres, ni su número, ambos creados por tradiciones posteriores. En todo caso, esos magos actuaron, según los relatos evangélicos, siguiendo un extraño astro, calificado de estrella fugaz, que habían visto en sus observaciones del universo, ya que también se cree que eran en realidad magos o sabios en el sentido de personas estudiosas de la astronomía y la ciencia (a diferencia de la visión tradicional, que los ha venido identificando como reyes). La teología aprovecha esta consideración de los magos como sabios o astrónomos para identificar en esta adoración el encuentro entre la ciencia y Dios. En leyendas medievales se contaba que vivió ciento nueve años y que murió mártir junto con sus compañeros Melchor y Baltasar.
Es el portador del incienso.

## Etimología
Este nombre proviene de Asia. Proviene del persa kansbar, que significa 'administrador del tesoro'. Muchos cristianos chinos creen que procedía de Mongolia. Representa la etapa adulta del hombre. Portaba incienso.
Se representa con la barba castaña.
En la localidad de Alcoy, Gaspar es el tercer Rey Mago, mientras que el rey Baltasar aparece en segundo lugar.

## En la ficción
El Rey Gaspar ha sido representado en la ficción numerosas veces. Aparece en películas como Mensajeros de paz (1957) de José María Elorrieta, El cuarto rey (1997) de Stefano Reali, Reyes contra Santa (2022) de Paco Caballero o Los Reyes Magos: La verdad (2022) de Víctor García León. 
El cine de animación también ha contado la historia de los Reyes Magos en largometrajes como Los 3 Reyes Magos (1976) dirigida por Fernando Ruíz y Adolfo Torres o Los Reyes Magos (2003) dirigida por Antonio Navarro.
En la literatura ha sido representado en relatos breves como Los Magos (1898) de Emilia Pardo Bazán o La adoración de los Reyes (1908) de Ramón María del Valle-Inclán. En la novela Ben-Hur (1880), Gaspar es un sabio griego procedente de la ciudad de Atenas.